# 統一 (小惑星)
統一（トンイル、23880 Tongil）は小惑星帯に位置する小惑星。大韓民国の漣川郡で、アマチュア天文学者のイ・テヒョン（李泰炯）によって発見された。韓国人の天文学者によって発見された最初の小惑星である。名前は、韓国語で「統一」を意味し、朝鮮統一問題を示している。